# Louis Raphaël Ier Sako
Pour les articles homonymes, voir Sako.
Louis Raphaël Ier Sako (arabe : لويس روفائيل الأول ساكو ; en syriaque : ܠܘܝܣ ܪܘܦܐܝܠ ܩܕܡܝܐ ܣܟܘ), de son nom de naissance Louis Sako, né le 4 juillet 1948 à Zakho en Irak, est le 24e patriarche de l'Église catholique chaldéenne depuis le 1er février 2013. Il est créé cardinal lors d'un consistoire le 28 juin 2018.

## Biographie
Louis Sako est né le 4 juillet 1948 à Zakho, dans l'extrême nord de l'Irak, dans une famille nombreuse chassée d'Anatolie par les violentes campagnes anti-chrétiennes des Ottomans. Ordonné prêtre de l'Église catholique chaldéenne à Mossoul le 1er juin 1974, il est élu archevêque de Kirkuk par le synode des évêques chaldéens le 14 octobre 2002, avec plus de deux tiers des voix des quinze évêques votants, élection confirmée par Jean-Paul II le 27 septembre 2003.
À la suite de la démission du cardinal Emmanuel III Karim Delly de la charge de patriarche de Babylone, le synode des évêques chaldéens le choisit comme primat de l'Église chaldéenne le 28 janvier 2013 ; cette élection étant confirmée par le pape, le 1er février suivant.
En 2008, il a reçu le prix Defensor Fidei (« Défenseur de la foi ») et le prix Pax Christi en 2010, pour honorer son engagement au service du dialogue inter-religieux.
Il est nommé membre de la congrégation pour les Églises orientales le 19 février 2014.
Le 9 septembre 2014, il est nommé, par le pape François, père synodal, en qualité de primat de l'Église chaldéenne, pour la troisième assemblée générale extraordinaire du synode des évêques sur la famille, qui se déroule du 5 au 19 octobre.
Le 20 mai 2018, le pape François annonce qu'il sera créé cardinal avec treize autres lors d'un consistoire qui se tiendra le 29 juin 2018. Sa nomination comme cardinal est signe de la proximité du pape avec les églises subissant la persécution. Il participe au conclave de 2025 qui voit l'élection de Léon XIV.

## Engagement
Louis Sako a toujours été connu pour son engagement en faveur du dialogue inter-religieux.
En 2009, lors du ramadan, il lance un appel aux responsables politiques :

« nous sommes tous des frères, fils du même Dieu que nous devons respecter : nous devons coopérer pour le bien du peuple et du pays. »

Après l'attentat du 2 août 2011 qui a fait 23 blessés, il affirme :

« Nous essayons de faire un pont avec nos frères et sœurs musulmans. Beaucoup, beaucoup de personnes m'ont fait savoir qu'ils condamnaient ma démarche. Je demanderai aux imams, chiites et sunnites, de parler de cet attentat inhumain et de le condamner, en disant aux fidèles que ceci est contre Dieu et contre la religion. »

Le 23 janvier 2013, il lance un appel à la communauté internationale. Il affirme :

« [La situation au Moyen-Orient] est préoccupante, tout comme le sont certains discours sur le printemps arabe que l’on peut entendre de la part de certains dirigeants. »

Il ajoute plus loin :

« La communauté internationale — note l’Archevêque, se référant évidemment au conflit syrien — croit qu’il est possible d’améliorer la situation en soutenant un programme incertain afin de parvenir à la démocratie par les armes ! Le résultat est l’affrontement entre une opposition armée et un régime qui détruit tout »

Selon lui, les chrétiens doivent mettre en pratique « les formes de l’amour vécues et prêchées dans le Nouveau Testament ». Quant aux musulmans, ils « doivent moderniser l’application de l’enseignement du Coran ». Il prône une « laïcité positive », qui « respecte la religion et peut exprimer un regard plus adapté sur la personne ».